# Битва под Слободищем
Битва под Слободищем — сражение русско-польской войны 1654—1667, состоявшееся 7—8 октября 1660 года у села Слободище на левом берегу реки Гнилопять. Польские войска в союзе с крымскими татарами нанесли поражение армии гетмана Юрия Хмельницкого, которая пыталась выйти на соединение с армией боярина и воеводы Василия Шереметева.
После неудачных боёв с поляками Юрий Хмельницкий начал переговоры, в результате которых разорвал союз с Москвой и 17 октября подписал Слободищенский трактат, по условиям которого Гетманщина возвращалась в состав Речи Посполитой.
Узнав о переходе Хмельницкого на сторону Речи Посполитой, наказной гетман полковник Тимофей Цецюра, войско которого продвигалось совместно с Василием Шереметевым, 21 октября покинул армию воеводы, оборонявшуюся под Чудновом, что катастрофически сказалось на положении русской армии. 23 октября 1660 года русская армия под командованием боярина Василия Борисовича Шереметева капитулировала. Сам Василий Борисович Шереметев провёл в татарском плену 21 год, выпущенный в 1682 году за выкуп, ослепший и тяжелобольной Шереметев через полгода скончался.